# Jorge Bátiz
Jorge Bátiz (Tandil, província de Buenos Aires, 2 de desembre de 1933) va ser un ciclista argentí especialista en el ciclisme en pista. del seu palmarès destaca les dues medalles al Campionat del món de Velocitat amateur i diferents triomfs en curses de sis dies.

## Palmarès
- 1955
  - 1r als Jocs Panamericans en Velocitat
- 1958
  - 1r als Sis dies de Buenos Aires (amb Fausto Coppi)
- 1959
  - 1r als Sis dies de Buenos Aires (amb Mino De Rossi)
- 1961
  - 1r als Sis dies de Buenos Aires (amb Miquel Poblet)
- 1963
  - 1r als Sis dies de Buenos Aires (amb Ricardo Senn)
- 1964
  - 1r als Sis dies de Buenos Aires (amb Ricardo Senn)